# Luca Baldisserri
Luca Baldisserri (Bolonha, 11 de dezembro de 1962) é um engenheiro italiano, anteriormente ele foi engenheiro chefe de pista da equipe de Fórmula 1 da Ferrari e, posteriormente chefe da Ferrari Driver Academy.

## Carreira na Fórmula 1
Na sequência da decisão de Ross Brawn de tirar um ano de licença sabática no final de 2006, Baldisserri foi escolhido para substituir temporariamente Brawn na esperança de que ele voltaria à Ferrari a partir do seu ano sabático em 2007. No entanto, este não foi o caso e quando foi anunciado que Ross Brawn iria se juntar à equipe da Honda F1 como diretor de equipe, a posição de Baldisserri como engenheiro de pista se tornou permanente.
Após a atuação de Baldisseri como estrategista durante os anos de 2008 e 2009, a administração da Ferrari decidiu retirar Baldisseri do cargo de estrategista na organização. Desde o Grande Prêmio da China de 2009, Baldisseri mudou para um cargo diferente, na fábrica da Ferrari. Depois de um período sabático oficialmente para acompanhar o desenvolvimento do F60 em Maranello, Baldisserri tornou-se chefe do departamento de clientes da Scuderia Ferrari e, de 2010 a 2015, ele também exerceu o cargo de diretor da Ferrari Driver Academy, com o objetivo de descobrir e treinar jovens talentos. Baldisseri deixou a Ferrari completamente em 2015.
No final da temporada de 2015, começou a trabalhar no progresso do jovem piloto Lance Stroll, que até 2015 fez parte do Ferrari Driver Academy, altura em que a Williams o recrutou como piloto de testes. Em 2 de outubro de 2016 Lance Stroll, beneficiando pelo apoio de Baldisseri e de outros engenheiros da Fórmula 1, tornou-se campeão, em Imola, do Campeonato Europeu de Fórmula 3 da FIA. Conseguindo assim a obtenção da licença para pilotar na Fórmula 1.
Em 2018, ele se tornou engenheiro de corrida de Stroll ao lado de James Urwin na Williams.